# Philip Verdon
Philip Verdon (Brixton, 22 febbraio 1886 – Nairobi, 18 giugno 1960) è stato un canottiere britannico.

## Carriera
Ha vinto la medaglia d'argento olimpica nel canottaggio alle Olimpiadi 1908 tenutesi a Londra, nella gara di Due senza maschile con George Fairbairn.